# In-Gel-Verdau
Der In-Gel-Verdau ist Bestandteil der Probenvorbereitung zur massenspektrometrischen Analyse von Proteinen im Rahmen von Proteomanalysen. Der In-Gel-Verdau umfasst im Wesentlichen die vier Schritte Entfärbung, Reduktion und Alkylierung (R&A) der in den Proteinen enthaltenen Cysteine, proteolytische Spaltung der Proteine und Gelextraktion der erzeugten Peptide.
Die Methode wurde 1992 von Rosenfeld et al. eingeführt. Trotz unzähliger Veränderungen und Verbesserungen des Verfahrens haben sich die grundlegenden Bestandteile bis heute weitgehend erhalten.

## Prinzip

### Entfärbung
Nach dem Ausschneiden der mittels 1D bzw. 2D PAGE separierten und mit Farbstoffen (zum Beispiel Coomassie-Brillant-Blau (CBB) oder Silber) visualisierten Proteinbanden bzw. -spots erfolgt eine Entfärbung der Proteine. Die Verwendung von Coomassie zur Visualisierung von Proteinen bereitet die wenigsten Probleme in der nachfolgenden massenspektrometrischen Analyse. Deshalb ist die Methode trotz ihrer geringeren Sensitivität weit verbreitet.
Die Entfärbelösung für CBB enthält in der Regel das Puffer-Salz Ammoniumhydrogencarbonat (NH4HCO3) und einen Anteil von 30–50 % organisches Lösungsmittel (meist Acetonitril). Die hydrophoben Wechselwirkungen zwischen Protein und Coomassie-Farbstoff werden im organischen Lösungsmittel herabgesetzt. Zugleich reduziert der Salzanteil die elektrostatischen Interaktionen zwischen den Farbstoffmolekülen und den positiv geladenen Aminosäuren der Proteine. Im Vergleich zu einem Gemisch aus Wasser und organischem Lösungsmittel wird die Effektivität der Entfärbung verbessert. Eine Erhöhung der Temperatur begünstigt den Entfärbungsprozess. Die Entfärbung ist meist mit einem Verlust von unter zehn Prozent des Proteins verbunden. Zudem verbessert die Entfernung des Farbstoffs grundsätzlich nicht die Peptidausbeute.
Im Falle silbergefärbter Banden erfolgt die Entfärbung durch die Oxidation des an die Proteine angelagerten metallischen Silbers mit Hilfe von Kaliumhexacyanidoferrat(III) oder Wasserstoffperoxid (H2O2). Die freiwerdenden Schwermetallionen werden nachfolgend mit Natriumthiosulfat komplexiert.

### Reduktion und Alkylierung
An die Färbung und Entfärbung der Proteine wird oft eine Reduktion und Alkylierung der potentiell enthaltenen Cystine bzw. Cysteine angeschlossen. Dabei werden die Disulfidbrücken des Proteins getrennt und damit eine optimale Entfaltung des Proteins erreicht. Die Reduktion zum Thiol wird über die Reaktion mit Chemikalien erreicht, die Sulfhydryl- oder Phosphingruppen (zum Beispiel Dithiothreitol (DTT) oder Tris-2-Carboxyethylphosphin-Hydrochlorid (TCEP)) enthalten. Im Zuge der nachfolgenden irreversiblen Alkylierung der SH-Gruppen mit Iodacetamid werden die Cysteine in das stabile S-Carboxyamidomethylcystein (CAM; Addukt: -CH2-CONH2) übergeführt. Damit erhöht sich die spezifische Masse für die Aminosäure Cystein von 103,01 auf 160,03 Da.
Durch die Modifikation wird bei Proteinen mit einer hohen Anzahl an Disulfidbrücken die Identifikation und eine maximale Peptidausbeute und Sequenzabdeckung sichergestellt. Wegen der relativen Seltenheit der Aminosäure Cystein bringt dieser Schritt für einen großen Teil der Proteine keine deutliche Verbesserung. Für eine quantitative und homogene Alkylierung der Cysteine ist der Zeitpunkt der Modifikation entscheidend. Bei der denaturierenden Elektrophorese bietet es sich an, die Reaktion vor der Trennung durchzuführen, da freie Acrylamid-Monomere ebenfalls Cysteine modifizieren können. Die entstehenden Acrylamid-Addukte werden ebenfalls irreversibel an die Cysteine gebunden. Die spezifische Masse des Addukts beträgt 174,05 Da.

### In-Gel-Verdau
Anschließend erfolgt der für die Methode namensgebende Schritt, der In-Gel-Verdau des Proteins. Das Protein wird hierbei enzymatisch in eine definierte Anzahl kürzerer Fragmente mit charakteristischer Masse (Peptide) gespalten, die zu seiner Identifikation verwendet werden können. Die Serinprotease Trypsin ist dabei die in der Proteomanalytik am weitesten verbreitete Protease. Trypsin spaltet Peptidbindungen spezifisch am Carboxyende der basischen Aminosäuren Arginin und Lysin. Befindet sich unmittelbar benachbart zur Schnittstelle eine saure Aminosäure (Aspartat oder Glutamat), wird die Hydrolyserate eingeschränkt. Keine Spaltung erfolgt bei einem C-terminal zur Schnittstelle gelegenen Prolin.
Als unerwünschter Nebeneffekt tritt beim proteolytischen Verdau der Eigenverdau der Protease auf. Um dies zu verhindern wurden dem Verdaupuffer früher Ca2+-Ionen zugesetzt. Heute wird von den meisten Herstellern modifiziertes Trypsin angeboten. Durch selektive Methylierung der im Trypsin enthaltenen Lysine kann der Eigenverdau auf dessen argininhaltige Peptide beschränkt werden. Unmodifiziertes Trypsin hat seine höchste Aktivität zwischen 35 und 45 °C. Nach der Modifikation verschiebt sich das Temperaturoptimum auf 50 bis 55 °C. Neben Trypsin finden unter anderem die Endoproteasen Lys-C, Glu-C, und Asp-N Verwendung. Diese Proteasen schneiden spezifisch nur an einer Aminosäure. Damit erhält man eine begrenzte Anzahl an längeren Peptiden.
Die Analyse der kompletten Primärsequenz eines Proteins mit nur einer Protease ist in der Regel nicht möglich. In diesem Fall kann das Zielprotein in mehreren Ansätzen mit unterschiedlichen Proteasen verdaut werden. Dabei werden partiell überlappende Peptide generiert, die anschließend zur Gesamtsequenz zusammengesetzt werden können.
Für den Verdau müssen die im Gel fixierten Proteine für die Protease zugänglich gemacht werden. Um das Eindringen des Enzyms zu erleichtern werden die Gelstücke zunächst mit Acetonitril dehydratisiert und nachfolgend in einem proteasehaltigen Verdaupuffer gequollen. Die Methode beruht auf der Annahme, dass beim Quellungsvorgang die Protease mit in das Gel aufgenommen wird. Das Eindringen der Protease in die Gelmatrix ist jedoch ein weitgehend diffusionsabhängiger Prozess. Das Trocknen des Gels scheint den Vorgang der Diffusion deshalb nicht zu unterstützen. Zur Optimierung des In-Gel-Verdaus bietet sich folglich eine maximale Zerkleinerung der Gelmatrix an, um die Diffusionsstrecke für die Protease drastisch zu verringern.
Der In-Gel-Verdau findet in der Regel über Nacht statt. Bei Verwendung von Trypsin als Protease und einer Temperatur von 37 °C beträgt die Inkubationszeit etwa 12–15 Stunden. Versuche haben jedoch gezeigt, dass bereits nach drei Stunden genug Material für die massenspektrometrische Analyse vorhanden ist. Die Optimierung der Bedingungen für die Protease (pH, Temperatur) erlaubt den vollständigen Verdau einer Probe aber auch in 30 Minuten.

### Extraktion
Nach Beendigung des Verdauprozesses müssen die entstandenen Peptide aus der Gelmatrix extrahiert werden. Dies geschieht meist in zwei Extraktionsschritten. Hierbei werden die Gelpartikel in einer Extraktionslösung inkubiert und die aus den Gelpartikeln herausgelösten Peptide mit dem Überstand abgehoben. Die Hauptmenge an Peptid wird bereits mit einem Extraktionsschritt erhalten. Zusätzliche Extraktionen verbessern die Peptid-Ausbeute zusammengenommen nur etwa um fünf bis zehn Prozent. Um die Extraktion von Peptiden mit unterschiedlichen physikalisch-chemischen Eigenschaften zu gewährleisten, werden serielle Extraktionen in basischen bzw. sauren Lösungen durchgeführt. Für die Extraktion der sauren Peptide findet eine in Konzentration und Zusammensetzung zum Verdaupuffer analoge Lösung Verwendung; die basischen Peptide werden in Abhängigkeit von der Art der MS-Analyse entweder mit Ameisensäure (ESI) oder mit Trifluoressigsäure (MALDI) in niedriger Konzentration extrahiert. Anhand von Modellproteinen wurde belegt, dass etwa 70–80 % der zu erwartenden Peptidmenge aus dem Gel extrahiert werden. Viele Protokolle enthalten zur Extraktion zusätzlich einen Anteil an Acetonitril, das ab einer Konzentration von 30 % (v/v), die Adsorption von Peptiden an die Oberflächen von Reaktionsgefäßen und Pipettenspitzen vermindert. Die vereinigten Extrakte werden anschließend in einer Vakuumzentrifuge bis zur Trockene eingedampft. Wurde das volatile Ammoniumhydrogencarbonat als Puffersalz zur basischen Extraktion verwendet, so wird dieses während des Trocknungsprozesses zum Teil entfernt. In der getrockneten Form können die isolierten Peptide bei −20 °C mindestens sechs Monate gelagert werden.

## Probleme
Entscheidende Nachteile der Methoden zum In-Gel-Verdau sind aufgrund der multiplen Bearbeitungsschritte die Anfälligkeit für Kontaminationen (v. a. Keratin) und der hohe Zeitbedarf. Diese Nachteile konnten durch die Entwicklung optimierter Protokolle und spezialisierter Reaktionsgefäße gemindert werden.
Schwerwiegender sind die Verluste an Probenmaterial während der Präparation, die bei der häufig an der Nachweisgrenze operierenden massenspektrometrischen Proteinanalyse über den Erfolg der Methode entscheiden können. Diese treten beispielsweise auf durch Auswaschung während der einzelnen Bearbeitungsschritte, Adsorption an Oberflächen von Reaktionsgefäßen oder Pipettenspitzen, unvollständige Extraktion der Peptide aus dem Gel und/oder durch schlechte Ionisierung einzelner Peptide. In Abhängigkeit von den physikalisch-chemischen Eigenschaften der Peptide können die Verluste zwischen 15 und 50 % variieren. Diese Probleme konnten aufgrund der Heterogenität der unterschiedlichen Peptide in Bezug auf diese Eigenschaften bisher nicht allgemeingültig gelöst werden.

## Anwendungen
Bei den kommerziellen Umsetzungen des In-Gel-Verdaus kann man zwischen Lösungen für Niedrig- und Hochdurchsatz unterscheiden.

### Hochdurchsatz
Aufgrund des hohen Zeit- und Arbeitsaufwandes für das Standardverfahren war der manuelle In-Gel-Verdau auf eine relativ kleine Anzahl von Proben limitiert, die eine Person in gegebener Zeit abarbeiten konnte. Mit dem Bedarf, groß angelegte Versuchsserien in der Proteomik durchzuführen, und den Möglichkeiten, die moderne massenspektrometrische Methoden und die Leistungsfähigkeit der Computertechnik in Bezug auf die automatische Messung und Auswertung bieten, wurde die Entwicklung einer automatisierten Probenvorbereitung angestoßen. Heute werden in Laboren, die routinemäßig eine große Anzahl an Proben verarbeiten müssen, standardmäßig automatisierte Lösungen angewendet. Der Grad der Automatisierung reicht dabei von einfachen Pipettierrobotern bis zu hochentwickelten Proteomics-Workstations, die alle Schritte vom Gel bis zum Massenspektrometer automatisch durchführen. Diese Systeme bestehen normalerweise aus einem Spot-Picker, einem Verdau-Roboter und einem Spotter.
Der Spot-Picker wird mit einer Pick-Liste programmiert, die in einem 2D-Gel-Analyseprogramm erzeugt wird. Nach dieser Liste sticht das Gerät aus einem 2D-Gel die gewünschten Protein-Spots aus und überführt sie auf eine Mikrotiterplatte. Dort führt der Verdau-Roboter die notwendigen Schritte für den In-Gel-Verdau durch. Der Spotter erzeugt schließlich mit der Peptidlösung die Spots auf dem MALDI-Target bzw. beschickt eine geeignete Mikrotiterplatte zur automatischen ESI-MS-Messung.
Hersteller von automatisierten In-Gel-Verdau-Systemen sind Intavis (DigestPro), GE Healthcare (Ettan Series), Bruker Daltonics (PROTEINEER), Perkin Elmer (MultiPROBE® II) und Shimadzu (Xcise).
Neben der großen Anzahl von gleichzeitig zu bearbeitenden Proben liegt der Vorteil der Automation in dem geringeren Personalbedarf und der verbesserten Standardisierung des Verfahrens. Beim manuellen In-Gel-Verdau können die Ergebnisse aufgrund der vielen durchzuführenden Schritte von der Erfahrung des Anwenders abhängig sein und es gibt eine große Kontaminationsgefahr. Die verbesserte Ergebnisqualität wird deshalb als ein Hauptvorteil der vollautomatisierten Abarbeitung der Proben genannt.
Nachteile der automatisierten Lösungen sind die Kosten für Roboter, Wartung und das oft proprietäre Verbrauchsmaterial genauso wie das komplizierte Bedienen der Systeme. So ist das automatische Ausstechen auf digitalisierte Informationen der Spot-Position angewiesen, was die Nutzung von Gel-Analyse-Programmen und speziellen Scannern notwendig macht. Diese langwierige Prozedur und die (wirtschaftliche) Notwendigkeit, das System nur mit einer gewissen Anzahl von Proben laufen zu lassen (die kleinste hierfür übliche Mikrotiterplatte fasst 96 Proben) verhindert das spontane Auswählen und Analysieren einer kleinen Anzahl von Spots aus einem einzelnen Gel. Des Weiteren ist die Menge der generierten Daten aus der nachfolgenden ebenfalls automatisierten MS-Analyse sehr kritisch zu betrachten, da deren Qualität oft fraglich ist und daher der sorgfältigen Evaluierung bedarf, was wesentlich länger braucht als diese Daten zu erheben.

### Niedrigdurchsatz
Die erwähnten Nachteile begrenzen den vernünftigen Einsatz von automatisierten In-Gel-Verdau-Systemen auf Routine-Laboratorien während Forschungs-Labore aufgrund ihres Bedarfs an einer flexibleren Nutzung der Instrumente zur Proteinidentifikation häufig bei den manuellen Methoden bleiben. Für diese Anwendergruppe hat die Industrie Kit-Systeme für den In-Gel-Verdau entwickelt.
Die meisten dieser Kit-System sind bloße Sammlungen von Chemikalien und Enzymen, die für den In-Gel-Verdau benötigt werden, wobei die Durchführung der Methode an sich nicht verändert wurde. Der Vorteil für den unerfahrenen Kunden liegt darin, das die Chemikalien und Enzyme sowie das Protokoll von einem Hersteller bezogen werden, womit das Funktionieren der Methode garantiert wird. Hersteller dieser Kit-Systeme sind Sigma-Aldrich (Trypsin Profile IGD Kit), Pierce (In-Gel Tryptic Digestion Kit) und Agilent (Protein In-gel Tryptic Digestion Kit).
Nur wenige Firmen haben versucht das Handling des In-Gel-Verdaus zu verbessern, um auch ohne Roboter einen einfacheren und standardisierten Arbeitsablauf zu erreichen. Das MontageTM In-Gel Digest Kit von Millipore basiert auf dem Standard-Protokoll für den In-Gel-Verdau, verlegt jedoch die Prozess-Schritte in eine spezielle Mikrotiterplatte, wodurch eine größere Anzahl an Proben simultan verarbeitet werden können. Die Lösungen für die verschiedenen Schritte werden hinzu pipettiert, wogegen das Absaugen nach unten durch den Boden der Platte unter Verwendung von Vakuum erfolgt. Hierdurch wird die Anzahl der Pipettierschritte für den Anwender reduziert, da zum einen das manuelle Entfernen der Flüssigkeiten entfällt und zum anderen das Zuführen unter Verwendung von Mehrkanal-Pipetten oder sogar Pipettier-Robotern erfolgen kann. Einige Hersteller haben dieses System sogar für die Verwendung mit ihren automatisierten Hochdurchsatz-Systemen adaptiert. Diese Details des Verfahrens verdeutlichen die Ausrichtung des Millipore-Systems auf Laboratorien, die zumindest einen mittleren Probendurchsatz haben.
Einen vollständig anderen Ansatz hat die deutsche Firma OMX GmbH verfolgt. Die Produktreihe OMX-S® ist auf die gleichzeitige Bearbeitung von bis zu 24 Proben ausgerichtet, wobei sowohl ein speziell modifiziertes Protokoll als auch neu entwickelte Reaktionsgefäße verwendet werden. Das System ist aus einer kritischen Analyse des konventionellen Protokolls für den In-Gel-Verdau entstanden, wo etwa 30 Schritte und 16 Stunden für den Gesamtprozess vom Gel zur Peptid-Lösung veranschlagt werden. Das Ergebnis der Untersuchung war ein auf vier Schritte und etwa zwei Stunden verkürztes Protokoll. Prozess-Schritte, die nicht zu einer signifikanten Verbesserung der letztendlichen Peptid-Ausbeute führen, wurden darin weggelassen und die notwendige Inkubationszeit für den Verdau durch Erhöhung der Temperatur verringert. Die in dem System verwendeten, speziellen Reaktionsgefäße ermöglichen die Durchführung aller Schritte des In-Gel-Verdaus, vom Ausstechen bis zur Peptid-Extraktion, in einem Gefäß. Der Gel-Spot wird bei diesem Verfahren mit dem integrierten Stechwerkzeug ausgestochen und in den Reaktionsraum zentrifugiert, wobei es eine kleine Öffnung passieren muss und dadurch in kleine Stücke zerrissen wird. In diesem Reaktionsraum verbleibt das Gel für den gesamten Prozess, es werden lediglich die Lösungen durch den Stechkanal hinzugegeben und durch Zentrifugation wieder entfernt. Dieses Verfahren stellt eine deutliche Vereinfachung und Beschleunigung des manuellen In-Gel-Verdaus dar, da aber jede Probe einzeln bearbeitet werden muss, ist die Bearbeitung größerer Ansätze hiermit immer noch sehr arbeitsintensiv und in dieser Hinsicht nicht mit den automatisierten Systemen zu vergleichen.